# Phalloniscus occidentalis
Phalloniscus occidentalis är en kräftdjursart som beskrevs av Albert Vandel1977. Phalloniscus occidentalis ingår i släktet Phalloniscus och familjen Dubioniscidae. Inga underarter finns listade i Catalogue of Life.